# Georissa rufula
Georissa rufula es una especie de molusco gasterópodo de la familia Hydrocenidae en el orden de los Archaeogastropoda.

## Distribución geográfica
Es endémica de Micronesia.